# Eivind Tangen
Eivind Tangen (* 4. Mai 1993 in Bergen) ist ein ehemaliger Handballspieler aus Norwegen.

## Karriere
Der 1,93 Meter große und 100 Kilogramm schwere rechte Rückraumspieler spielte anfangs in Lyngbø und stand anschließend bei Fyllingen Håndball unter Vertrag. Im Sommer 2016 wechselte er zum dänischen Erstligisten HC Midtjylland. Da HC Midtjylland unter finanziellen Schwierigkeiten litt, wechselte er im Februar 2018 zu Skjern Håndbold. Mit Skjern gewann er 2018 die dänische Meisterschaft. Nach der Saison 2024/25 beendete er seine Karriere.
Für die norwegische Nationalmannschaft bestritt Eivind Tangen 102 Länderspiele, in denen er 163 Treffer erzielte. Er stand im erweiterten Aufgebot für die Weltmeisterschaft 2011. Mit Norwegen wurde er 2017 und 2019 Vize-Weltmeister.

## Privates
Tangen ist mit der norwegischen Handballspielerin Stine Skogrand liiert.